# Gerardo Claps
Gerardo Nicolás Claps Gallo (Antofagasta, 1 de septiembre de 1922 - † Copiapó, 14 de junio de 2009). Su padre Alfonso Claps Laginesta llegó a Chile cuando tenía 16 años. Provenía de un pueblo del sur de Italia llamado Genzano Di Lucania, ubicado en la provincia de Potenza, región de la Basilicata. En la ciudad de Antofagasta conoció a Inés Gallo Garrone, también de sangre italiana.
A pesar de tener un gran futuro como médico, ya que obtuvo el mejor puntaje a nivel nacional del entonces bachillerato (Prueba para entrar a la Universidad) y haber sido elegido como ayudante del director de la Escuela de Medicina, quien con los años se convertiría en Premio Nacional de Ciencias, Alberto Luco Valenzuela, mientras cursaba el segundo año de Medicina en la Universidad Católica de Santiago, decidió ingresar al noviciado de los jesuitas "Marruecos". Fue discípulo de Alberto Hurtado. Con los años se convertiría en uno de sus grandes amigos.
A los 46 años en 1968 deja el sacerdoticio para dedicarse a la docencia y la investigación, ya que a él le encargaron fundar la Universidad Católica del Norte y con los años decidieron hacer uso de su sueldo de director de la UCN para fortalecer al Colegio San Luís, pues por esos años dejó de ser particular. A él la decisión no le pareció. Estaba, entonces, fallando al voto de obediencia, que es la característica principal de la compañía jesuita. Estuvo casi cinco años reflexionando sobre el tema. Obedeció, pero no con la convicción exigida por los padres superiores.
Claps se radicó por un año en Colombia. Allí dirigió un proyecto de investigación multidisciplinaria en el Centro para el Desarrollo Económico Social de América Latina (DESAL). Regresó a Chile para hacerse cargo de la Comisión Coordinadora para la Zona Norte (Conorte). Su misión, en pocas palabras, era descentralizar Santiago y fortalecer los proyectos en pro de Antofagasta y sus provincias.
En 1973 se trasladó a la capital. Como vicerrector de la Universidad del Norte en Santiago conoció a su exesposa: Sonia Cano, periodista. Se separaron en 1980. Cuando decidió volver a Antofagasta, ella, por supuestos proyectos suyos dentro de su profesión, no quiso dejar la Región Metropolitana. De esta relación tuvo dos hijos: Gerardo (32 años, ingeniero en acuicultura), y Claudia (26, licenciada en filosofía), que estudió en la Universidad de Kent, Inglaterra.
Gerardo Claps es licenciado en Filosofía y Teología. Por muchos años fue vicerrector del Instituto AIEP, sede Antofagasta. En 1998 se retiró por culpa de los zarpazos de la crisis asiática, ya que prefirió dejar el cargo que echar a otras personas. Fue vicepresidente del Consejo Regional de la Cultura y Patrimonio de la Región de Antofagasta y dedica su tiempo a diseñar políticas de acuerdo a su asignatura, y soportar las presiones de un sector de la sociedad que estuvo mucho tiempo sin tener posibilidades de expresar sus sentimientos e ideas y que ahora quiere todo prontamente.
Falleció el 14 de junio de 2009 en la ciudad Copiapó, donde ejercía funciones como director de la Fundación Tierra Amarilla, tras sufrir un grave accidente vascular. Su cuerpo fue trasladado a Antofagasta siendo sepultado en el Cementerio General con honores.